# September 1991
Portal Geschichte | Portal Biografien | Aktuelle Ereignisse | Jahreskalender | Tagesartikel

◄ |
19. Jahrhundert |
20. Jahrhundert
| 21. Jahrhundert

◄ |
1960er |
1970er |
1980er |
1990er
| 2000er | 2010er | 2020er | ►

◄ |
1987 |
1988 |
1989 |
1990 |
1991
| 1992 | 1993 | 1994 | 1995 | ►

◄ |
Juni 1991 |
Juli 1991 |
August 1991 |
September 1991 |
Oktober 1991 |
November 1991 |
Dezember 1991 |
►
Dieser Artikel behandelt aktuelle Nachrichten und Ereignisse im September 1991.

## Tagesgeschehen

### Sonntag, 1. September 1991
- Taschkent/Sowjetunion: Islom Karimov, Präsident des Obersten Sowjets der Usbekischen SSR, eignet sich nach der gestrigen Erklärung der Unabhängigkeit der Unionsrepublik das neue Amt des Präsidenten an und wird Staatsoberhaupt der „Republik Usbekistan“. Er stellt Präsidentschaftswahlen in den kommenden Monaten in Aussicht.[1]
- Sendai/Japan: Im Norden der Stadt wird nach rund dreijähriger Bauzeit die 92 m hohe Statue des Daikannons auf einem 8 m hohen Sockel dem Publikumsverkehr übergeben. Die Plastik stellt das buddhistische Erleuchtungswesen Guanyin dar und ist, ohne den Sockel, die höchste Statue der Welt. Ein eingebauter Fahrstuhl befördert Besucher zur Spitze der Figur.[2]
- Tokio/Japan: In der japanischen Hauptstadt gehen die 3. Leichtathletik-Weltmeisterschaften der IAAF zu Ende. Während die DDR bei den Ausgaben 1983 und 1987 auf Platz 1 des Medaillenspiegels landete, belegt Deutschland diesmal den dritten Rang hinter den USA und der Sowjetunion.[3]

### Montag, 2. September 1991

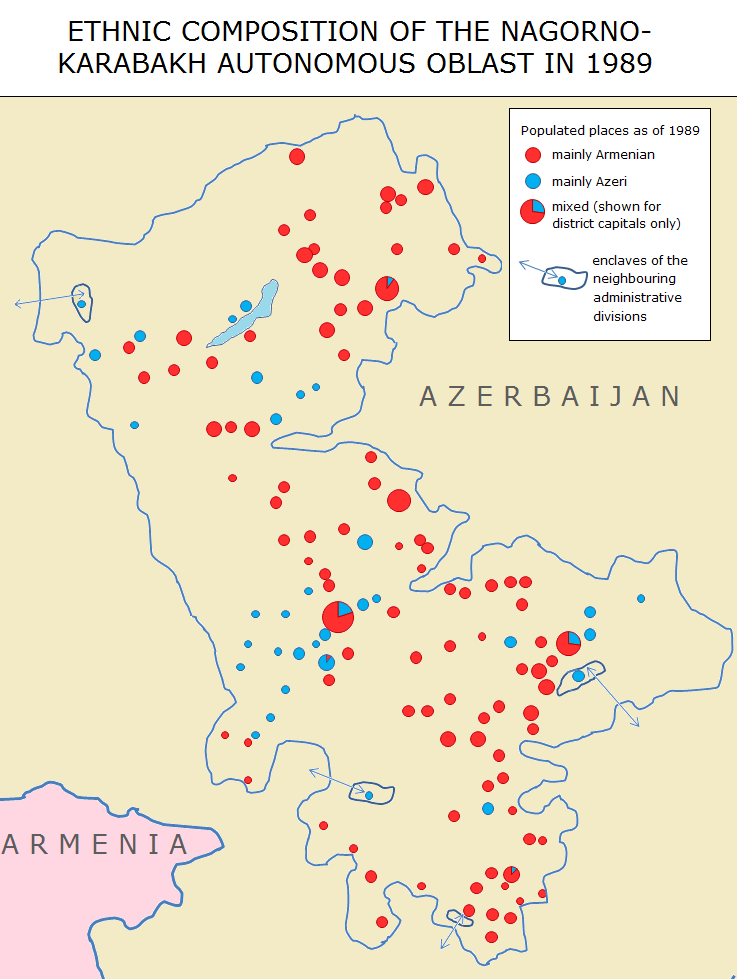
Ethnien in der Oblast Bergkarabach 1989; rot=Armenier, blau=Aserbaidschaner

- Nerkin Schen, Stepanakert/Sowjetunion: Die Parlamente von Bergkarabach und von Schahumjan in der Aserbaidschanischen SSR erklären die staatliche Souveränität ihrer überwiegend von Armeniern bewohnten Gebiete, von denen keines direkt an die Armenische SSR grenzt, welche sie als Teile ihres eigenen Territoriums betrachtet.[4]

### Donnerstag, 5. September 1991
- Moskau/Sowjetunion: Der Kongress der Volksdeputierten, mit 2.250 Mitgliedern das höchste gesetzgebende Organ der Sowjetunion, tritt zurück; seine Funktionen übernimmt der Oberste Sowjet der UdSSR. Die neue Regierung soll künftig aus den Präsidenten der Unionsrepubliken bestehen.[5]

### Freitag, 6. September 1991
- El Aaiún/Demokratische Arabische Republik Sahara: Im Westsaharakonflikt beginnt der vereinbarte Waffenstillstand. Die sozialistische Bewegung Frente Polisario rief 1976, als die Spanische Armee vollständig aus dem Gebiet abgezogen war, eine souveräne Republik aus, während Marokko das Land seinem eigenen Staatsgebiet angliedern wollte. Der völkerrechtliche Status bleibt weiterhin unklar. Viele Länder Afrikas erkennen die eigenständige Republik Sahara an, die Vereinten Nationen vollzogen diesen Schritt bisher nicht.[6]
- Moskau/Sowjetunion: Zwei Tage nach Staatsoberhaupt Michail Gorbatschow erkennt auch der Staatsrat der Sowjetunion die Unabhängigkeit der 1940 von der Sowjetunion annektierten baltischen Staaten Estland, Lettland und Litauen an.[7]

### Samstag, 7. September 1991
- New York/Vereinigte Staaten: Die in den USA lebende jugoslawische Tennisspielerin Monica Seles gewinnt das Finale im Dameneinzel der US Open 1991 in drei Sätzen gegen die in der Tschechoslowakei geborene Amerikanerin Martina Navratilova und holt damit ihren dritten Titel bei einem Grand-Slam-Turnier in diesem Jahr.[8]

### Sonntag, 8. September 1991
- New York/Vereinigte Staaten: Der schwedische Tennisspieler Stefan Edberg gewinnt bei den US Open 1991 das Finale im Herreneinzel in drei Sätzen gegen den Amerikaner Jim Courier.[9]
- Skopje/Jugoslawien: In einem Referendum stimmen die Wahlberechtigten der etwa 25.000 km² großen Teilrepublik Mazedonien mit einer Mehrheit von 90 % für die staatliche Eigenständigkeit. Die Wahlbeteiligung liegt bei rund 75 %.[10]

### Montag, 9. September 1991
- Duschanbe/Sowjetunion: Der Oberste Sowjet der Tadschikischen SSR verkündet eine „Erklärung über die Staatliche Unabhängigkeit der Republik Tadschikistan“.[11]

### Samstag, 14. September 1991
- Venedig/Italien: Bei den 48. Internationalen Filmfestspielen von Venedig wird der Film Urga des sowjetischen Regisseurs Nikita Michalkow mit dem Leone d’Oro prämiert.[12]

### Sonntag, 15. September 1991
- Stockholm/Schweden: Im Reichstag verringert sich nach der Parlamentswahl der Vorsprung der Sozialdemokratischen Arbeiterpartei (SAP) auf die Moderate Sammlungspartei von 90 auf 58 Mandate. Da auch die übrigen konservativen Parteien gute Ergebnisse erzielten, wird die SAP voraussichtlich zur Oppositionspartei werden.[13]

### Montag, 16. September 1991
- Guatemala-Stadt/Guatemala: Präsident Jorge Serrano Elias empfängt den belizischen Außenminister Said Musa und den Hohen Kommissar des Vereinigten Königreichs für Belize Robert Leslie, um ihnen zu versichern, dass Guatemala das Selbstbestimmungsrecht seines östlichen Nachbarlands seit diesem Jahr anerkennt. Eine bilaterale Kommission soll die seit 1821 bestehenden territorialen Streitfragen zwischen Belize und Guatemala klären.[14][15]

### Dienstag, 17. September 1991
- Hoyerswerda/Deutschland: Eine Gruppe Neonazis überfällt vietnamesische Straßenhändler. Als die Polizei eingreift, ziehen die Jugendlichen zum Wohnheim der ehemaligen Vertragsarbeiter aus Mosambik und aus dem Fernen Osten und greifen es an. Die Polizei riegelt das Heim nach zwei Stunden ab.[16]
- New York/Vereinigte Staaten: Die Vereinten Nationen nehmen Estland, Lettland, Litauen, die Marshallinseln, Mikronesien, Nordkorea und Südkorea als neue Mitglieder auf.[17]
- Skopje/Jugoslawien: Die Sozialistische Republik Mazedonien erklärt neun Tage nach dem Referendum über die Unabhängigkeit von Jugoslawien ihre staatliche Souveränität als „Republik Mazedonien“.[18]

### Donnerstag, 19. September 1991

Neue Flagge der Weißrussischen SSR, auch „Republik Belarus“

- Minsk/Sowjetunion: Der Oberste Sowjet der Weißrussischen SSR (BSSR) beschließt die Wiedereinführung der weiß-rot-weißen Flagge von Belarus, welche 1919 einer rot-goldenen Sowjetflagge gewichen war, und legt „Republik Belarus“ als offiziellen Namen des Staats fest. Ihre Unabhängigkeit von der Sowjetunion erklärte die BSSR am 25. August.[19][20]

### Samstag, 21. September 1991

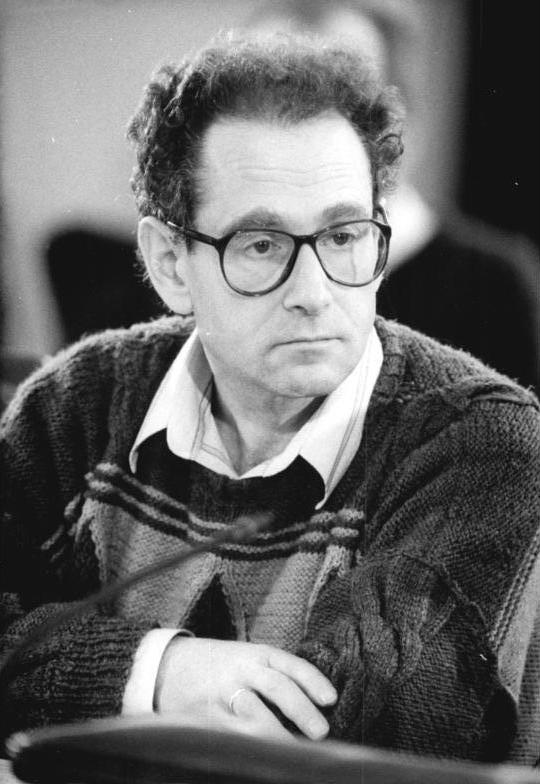
Konrad Weiß, Mitglied der Bündnis-90-Fraktion im Bundestag

- Jerewan/Sowjetunion: In einem Referendum in der Armenischen SSR sprechen sich 99,5 % der Stimmberechtigten für die nationale Unabhängigkeit einer demokratischen Republik Armenien aus.[21]
- Potsdam/Deutschland: Aus der Listenvereinigung Bündnis 90 entsteht zum Auftakt einer zweitägigen Konferenz die Partei gleichen Namens.[22]

### Sonntag, 22. September 1991
- Graz/Österreich: Die FPÖ verzeichnet bei der Landtagswahl in der Steiermark einen um 10,8 % höheren Zuspruch der Stimmberechtigten als bei der Wahl 1986 und notiert bei nun 15,39 %. Als Wahlverlierer gelten die in der Wählergunst vorne liegenden Parteien ÖVP mit 44,23 % und SPÖ mit 34,93 %.[23]

### Dienstag, 24. September 1991
- Duschanbe/Sowjetunion: Der Oberste Sowjet der sich seit dem 9. September als unabhängig ansehenden Unionsrepublik Tadschikische SSR entzieht dem nicht durch das Volk gewählten „Präsidenten Tadschikistans“ Qadriddin Aslonow, einem so genannten „Reformer“, das Vertrauen und setzt als interimsmäßiges Staatsoberhaupt den Chef der Kommunistischen Partei Rahmon Nabijew ein.[24]

### Donnerstag, 26. September 1991
- Zagreb/Jugoslawien: Kroatien gründet im Zuge ihrer Bestrebungen nach staatlicher Unabhängigkeit eigene Streitkräfte.

### Freitag, 27. September 1991
- Washington, D.C./Vereinigte Staaten: US-Präsident George Bush kündigt den Rückzug aller Kernwaffen an, die die Streitkräfte der Vereinigten Staaten außerhalb des eigenen Landes einsatzbereit halten. Dies betrifft sowohl die Kernwaffen der Land- als auch jene der Seestreitkräfte.[25]
- Zwickau/Deutschland: Die sächsische Partei Die Grünen, welche kein Teil der gleichnamigen Bundespartei ist, sowie die sächsischen Verbände der Bewegungen Demokratie Jetzt, Neues Forum, Initiative Frieden und Menschenrechte und weitere Gruppierungen gründen auf einer gemeinsamen Vollversammlung die Partei Bündnis 90/Die Grünen Sachsen. In den übrigen Ländern bleiben die Parteien Bündnis 90 und Die Grünen getrennt.[26]

### Sonntag, 29. September 1991

Rot-
Gelb-
Grün

- Bremen/Deutschland: Bei der Bürgerschaftswahl verliert die SPD des Bremer Bürgermeisters Klaus Wedemeier die absolute Mehrheit, Teile der Partei favorisieren als Regierungsbündnis eine Ampelkoalition. Auf Bundes- oder Landesebene kam es noch nie zur Bildung einer Regierung aus SPD, FDP und der „klassischen“ Partei Die Grünen, auch wenn in Brandenburg das umweltthematisch engagierte Bündnis 90 der dort aktuellen Ampelkoalition angehört.[27]

### Montag, 30. September 1991
- Manno/Schweiz: Das nationale Hochleistungsrechenzentrum der ETH Zürich nimmt seine Arbeit auf. Der größte Rechner darin vom Typ NEC SX-3/22 steht grundsätzlich allen Forschern an Schweizer Einrichtungen für Wissenschaftliches Rechnen offen. Einen Schwerpunkt bildet die Wettervorhersage.[28]

## Weblinks

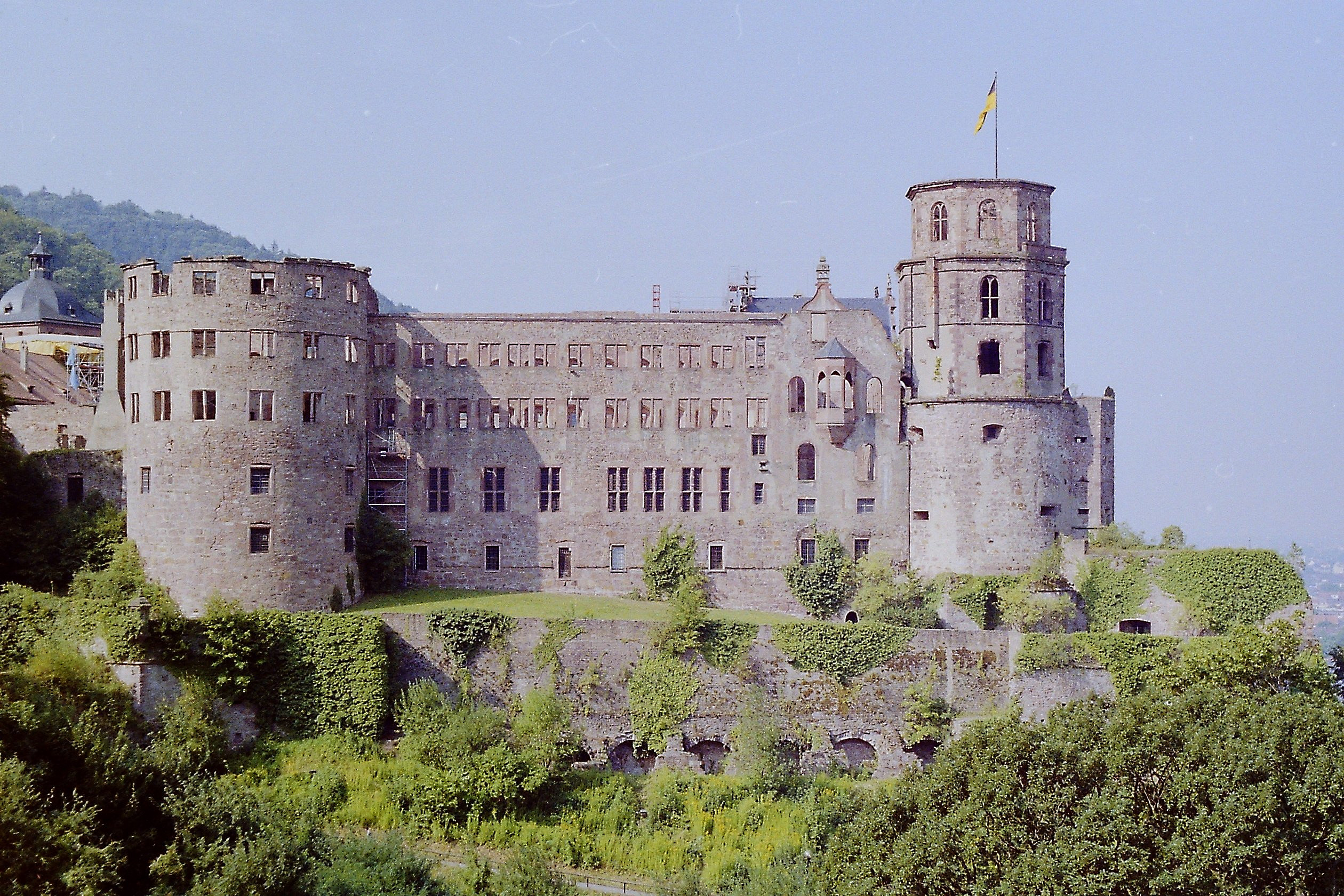
Baden-Württemberg im September 1991